# Теорема на Болцано – Вайерщрас (за безкрайните редици)
Вижте пояснителната страница за други значения на Теорема на Болцано – Вайерщрас.
Теоремата на Болцано – Вайерщрас (за безкрайните редици) гласи, че: Всяка безкрайна и ограничена редица {\displaystyle r:\mathbb {N} \to \mathbb {R} } притежава сходяща подредица.

### Доказателство
Нека {\displaystyle r:\mathbb {N} \to \mathbb {R} } и {\displaystyle \forall n\in \mathbb {N} \;\;a\leq r_{n}\leq b}
Ако {\displaystyle r} има точка на сгъстяване {\displaystyle l}, то очевидно {\displaystyle l\in \left[a;b\right]}.
Да допуснем, че {\displaystyle r} няма точка на сгъстяване. Тогава {\displaystyle \forall x\in \left[a;b\right]\exists } околност {\displaystyle U_{x}} на {\displaystyle x}, такава че {\displaystyle U_{x}} съдържа само краен брой членове на {\displaystyle r}.
Тогава обединението {\displaystyle \Omega =\cup U_{x}} е покритие на интервала {\displaystyle \left[a;b\right]}. От теоремата на Хайне – Борел следва, че {\displaystyle \Omega } има крайно подпокритие {\displaystyle \Omega ^{\prime }}, състоящо се от краен брой интервали, всеки от които съдържа само краен брой членове на {\displaystyle r}. Но {\displaystyle r} има безбройно много членове в интервала {\displaystyle \left[a;b\right]}, което е противоречие и следователно {\displaystyle r} има точка на сгъстяване. С това теоремата е доказана.
Тази теорема е доказана от чешкия математик Болцано през 1817 г., а по-късно независимо от него е получена от Вайерщрас. Тя е една от основните теореми в математическия анализ.